# 프로톤 (기업)
프로톤 AG(Proton AG, 구 프로톤 테크놀로지스 AG)는 개인 정보 보호에 초점을 맞춘 온라인 서비스를 제공하는 스위스 IT 회사이다. 썬 에서 프로톤 메일을 만든 과학자 그룹에 의해 2014년에 설립되었다. Proton 사는 스위스 플랑레우아트에 본사를 두고 있다. 이는 폰기트(FONGIT, Fondation Genevoise pour l'Innovation Technologique)와 유럽 위원회의 지원을 받는다.
회사의 제품은 Proton Mail, Proton VPN, 프로톤 캘린더, 프로톤 드라이브 및 프로톤 패스이다.
한국에서는 별로 인지도가 없는 기업이었으나 이근의 행보 덕분에 인지도가 상승하였다.

## 프로톤 VPN
프로톤 VPN은 이 회사의 가상 사설망으로 세계적으로 인지도가 매우 높으며 무료 플랜과 유료 플랜들이 있으며 무료 플랜은 일본, 미국, 네덜란드 등만 연결되며 속도도 굉장히 느리지만 그럼에도 유로 버전과 유사한 수준의 보안 성능을 가지고 있다. 유료 플랜의 경우 속도가 플랜(플랜의 가격이 높을수록 계정의 가용기능이 추가될 뿐)에 관계없이 무제한이다. 또한 유료 플랜에서는 네덜란드 이외의 TOR 지원 서버를 포함한 모든 서버를 이용할 수 있다. TOR 지원 서버는 특성상 Tor 미지원 브라우저까지 Tor를 쓰는 것처럼 쓸 수 있게 되는 경우가 있다.